# Oxytropis campanulata
Oxytropis campanulata är en ärtväxtart som beskrevs av I.T. Vassilczenko. Oxytropis campanulata ingår i släktet klovedlar, och familjen ärtväxter. Inga underarter finns listade i Catalogue of Life.